# Рагимов, Азади Тагирович
Азади Тагирович Рагимов (1958, Дарваг, Табасаранский район, Дагестанская АССР, РСФСР, СССР) — российский политик, экономист. С февраля по май 2015 году исполняющий обязанности, а с мая по октябрь 2015 года глава муниципального образования городской округ «город Дербент».

## Биография
Родился в 1958 году в селении Дарваг Табасаранского района Дагестанской АССР. В 1976 году начал свою трудовую деятельность, работал токарем на заводе «Серп и молот» в Казани. В 1982 году окончил Казанский государственный университет, учился на юридическом факультете. После учёбы работал преподавателем в чебоксарской средней специальной школе милиции СССР. С 1989 года Рагимов адъюнкт Академии министерства внутренних дел Российской Федерации, с 1992 года являлся консультантом, а позднее и помощником министра юстиции Российской Федерации Николая Фёдорова, с которым был знаком во время совместной работы в Чувашии. В 1992 году по приказу министра юстиции Фёдорова назначается первым директором Северо-Кавказского филиала Российской правовой академии Минюста России в Махачкале. Позднее занимал пост заместителя министра юстиции Республики Дагестан.
В 1995 году он был избран депутатом Народного собрания Республики Дагестан, в парламенте являлся председателем комитета по законодательству, законности, государственному устройству и местному самоуправлению. В 1998 году он получил должность вице-премьера Республики Дагестан. 7 августа 2002 года указом председателя Государственного совета Республики Дагестан назначен на пост министра юстиции Дагестана.
5 декабря 2010 года он находился на борту Ту-154 авиакомпании South East Airlines совершавшего внутренний рейс ЮХ372 по маршруту Москва — Махачкала, самолёт совершил жёсткую посадку в аэропорту «Домодедово», а сам Рагимов в результате аварии получил сотрясение мозга и был госпитализирован в состоянии средней степени тяжести.
1 февраля 2012 года стал заведующим кафедрой теории и истории государства и права Дагестанского государственного института народного хозяйства, где он защитил диссертацию на соискание степени доктора наук по теме «Правозащитные отношения: вопросы теории и методологии». В этом же ВУЗе Азади Рагимов читал курс лекций по дисциплине: «Теория государства и права». Также он является автором тридцати двух монографии.
На посту министра юстиции Дагестан пробыл до 30 июля 2014 года, за что получил прозвище «Вечный». После того, как покинул пост министра юстиции Республики Дагестан, ожидал назначения исполняющего обязанностями главы Дербентского района, однако он был назначен на должность руководителя правового управления администрации главы и правительства Республики Дагестан.
16 февраля 2015 года Рагимов был назначен на вакантную должность первого заместителя главы администрации Дербента вместо Татжатдина Султанова. На время отсутствия Мавсума Рагимова, являющегося исполняющим обязанности главы администрации городского округа «Город Дербент», который де-юре находился в долгом отпуске, а де-факто в отставке из-за проверок в администрации, где были выявлены случаи незаконного распоряжения земельными участками, на него было возложено исполнение обязанностей главы Дербента. 22 мая 2015 года был избран первым в истории Дербента главой главы администрации, опередив по числу голосов Текрара Ахмедова и Алиавсета Фарухова. 11 августа 2015 года, после того как Имама Яралиева прекратил полномочия главы Дербента по собственному желанию, он обратился к нему с просьбой довести дело с празднованием 2000-летия Дербента начатое им до конца. 30 октября 2015 года покинул пост главы администрации, после того как на 21-м заседании Собрания депутатов городского округа «город Дербент» главой города избрали Малика Баглиева.

## Личная жизнь
По национальности — азербайджанец. Женат, имеет двоих детей.